# Sant Jaume d'Enveja
Sant Jaume d'Enveja è un comune spagnolo di 3 309 abitanti situato nella comunità autonoma della Catalogna.